# Нардо
Нардо (итал. Nardò) је насеље у Италији у округу Лече, региону Апулија.
Према процени из 2011. у насељу је живело 29668 становника. Насеље се налази на надморској висини од 50 м.

## Географија
| Клима (Нардо)              | Клима (Нардо) | Клима (Нардо) | Клима (Нардо) | Клима (Нардо) | Клима (Нардо) | Клима (Нардо) | Клима (Нардо) | Клима (Нардо) | Клима (Нардо) | Клима (Нардо) | Клима (Нардо) | Клима (Нардо) | Клима (Нардо) |
| Показатељ \ Месец          | .Јан.         | .Феб.         | .Мар.         | .Апр.         | .Мај.         | .Јун.         | .Јул.         | .Авг.         | .Сеп.         | .Окт.         | .Нов.         | .Дец.         | .Год.         |
| -------------------------- | ------------- | ------------- | ------------- | ------------- | ------------- | ------------- | ------------- | ------------- | ------------- | ------------- | ------------- | ------------- | ------------- |
| Средњи максимум, °C (°F)   | 12,4 (54,3)   | 13,0 (55,4)   | 14,8 (58,6)   | 18,1 (64,6)   | 22,6 (72,7)   | 27,0 (80,6)   | 29,8 (85,6)   | 30,0 (86)     | 26,4 (79,5)   | 21,7 (71,1)   | 17,4 (63,3)   | 14,1 (57,4)   | 30 (86)       |
| Средњи минимум, °C (°F)    | 5,6 (42,1)    | 5,8 (42,4)    | 7,3 (45,1)    | 9,6 (49,3)    | 13,3 (55,9)   | 17,2 (63)     | 19,8 (67,6)   | 20,1 (68,2)   | 17,4 (63,3)   | 13,7 (56,7)   | 10,1 (50,2)   | 7,3 (45,1)    | 5,6 (42,1)    |
| Количина падавина, mm (in) | 80 (31,5)     | 60 (23,6)     | 70 (27,6)     | 40 (15,7)     | 29 (11,4)     | 21 (8,3)      | 14 (5,5)      | 21 (8,3)      | 53 (20,9)     | 96 (37,8)     | 109 (42,9)    | 83 (32,7)     | 676 (266,2)   |
| [ тражи се извор ]         |               |               |               |               |               |               |               |               |               |               |               |               |               |

## Становништво
| 1931.  | 1936.  | 1951.  | 1961.  | 1971.  | 1981.  | 1991.  | 2001.  | 2011.  |
| ------ | ------ | ------ | ------ | ------ | ------ | ------ | ------ | ------ |
| 18.667 | 19.780 | 23.983 | 26.802 | 26.466 | 28.461 | 31.490 | 30.520 | 31.688 |